# Mukim di Kilanas
Kilanas è un mukim del Brunei situato nel Distretto di Brunei-Muara con 24.468 abitanti al censimento del 2011.

## Geografia antropica

### Suddivisioni amministrative
Il mukim è suddiviso in 10 villaggi (kapong in malese):
Madewa, Perpindahan Bunut, Tasek Meradun, Burong Lepas, Bengkurong, Sinarubai, Bebatik, Kilanas, Jangsak, Tanjong Bunut.